# Fekete péntek (South Park)
A Fekete péntek (Black Friday) a South Park című amerikai animációs sorozat 244. része (a 17. évad 7. epizódja). Elsőként 2013. november 13-án sugározták az Egyesült Államokban. Magyarországon 2014. február 11-én mutatta be a magyar Comedy Central. Ez az epizód egy három részből álló trilógia első epizódja, amely jelentős mértékben figurázza ki a "Trónok harca" című televíziós sorozatot, a Black Friday akciók kontextusába helyezve. A cselekmény során Randy Marsh a helyi plázában kezd el biztonsági őrként dolgozni még a nagy roham előtt, csak hogy saját magának szerezzen előnyöket. Ezzel egyidejűleg a gyerekek két csoportra oszlanak abban a kérdésben, hogy Xbox One vagy PlayStation 4 konzolokat szerezzenek be inkább. A trilógia egyben felvezetése a "South Park: The Stick of Truth" című videójátéknak is. Az epizódot Emmy-díjra jelölték, amelyet végül el is nyert.

## Cselekmény
|  | Alább a cselekmény részletei következnek! |

Elérkezett az ünnepi szezon, közelít a fekete péntek. South Park plázájában a biztonságiak vezetője eligazítást tart az embereknek, mivel az előző évben rengetegen meghaltak és tömegek sérültek meg súlyosan, Mint kiderül, ebben az évben az első harminc vásárló 80 százalék kedvezményt kap, ami szintén azt vetíti előre, hogy tömegjelenetek várhatóak. Az egyik újonc Randy Marsh, aki elmondása szerint egy kis extráért jelentkezett a munkára. Azonban mint kiderül, valójában csak beépült közéjük, mert az a terve, hogy ha már úgyis épületen belül van, mindenkit beelőz és ő juthat először akciósan a termékekhez. Az őrök főnöke, akinek egy hatalmas vágás található az egyik szemén, figyelmezteti mindannyiukat, hogy "közeleg a tél".
Ezalatt a gyerekek egy "Trónok harca" inspirált szerepjátékot kitalálva jelmezekbe öltöznek. Cartman elmondja nekik, hogy 80 százalékos akció lesz, amit kihasználva mindannyian megengedhetik maguknak, hogy játékkonzolt vásároljanak. Úgy véli, hogy ha mind közösen terveznek és harcolnak, akkor nekik is esélyük lehet átjutni a tömegen. A probléma csak az, hogy nem tudnak dűlőre jutni abban, hogy Xbox One-t vagy PlayStation 4-et vegyenek. Kyle és Stan ellenkező oldalakra kerülnek: Kyle Cartman mellé áll, aki Xbox-ot akar, Stan viszont PlayStationt. A két frakció igyekszik minél több csoportot maguk mellé állítani: Cartmanék elnyerik a Star Trekesek, az óvodások, a Harry Potteresek, az úszócsapat, az atléták és az énekkarosok támogatását, Stanék mellett viszont csak a könyvklub és Janice Pinkerton áll. Ezalatt Butters, aki szintén Cartmanékkel van, elkezdi nézni a "Trónok harcát", mert a többiekkel ellentétben még sosem látta, és kiakasztja, hogy még nincsenek benne sárkányok, de minden tele van "fütyikkel" és "cicikkel", és ha valakinek a "fütyijét" mutatják, akkor az a karakter vagy meleg, vagy ha nem, akkor a pénisze löttyedt, mert az úgymond "nem fenyegető a nők számára".
A hírekben bejelentik, hogy karácsonyra megjelenik az új "Ne Nyúlj Hozzám Elmo" figura, ami felhördülést kelt az őrök körében, és az emberek már el is kezdenek sorbaállni. Ezalatt Cartman beszélgetésre hívja Lady McCormickot (Kennyt) Andros kertjébe, ahol arról győzködi, hogy a lényeg úgyis csak az, hogy ők ketten Xbox-hoz jussanak, a többiek legfeljebb csak segítenek nekik ebben. Ezért arra kéri, hogy ha eljön az ideje, segítsen neki kiiktatni Kyle-t. Ekkor kiderül, hogy a kert, ahol beszélgetnek, egy idős South Park-i lakóé, akit már nagyon idegesít, hogy mindig ide járnak hozzá árulásokat megbeszélni - ez egy visszatérő geg a három epizódon keresztül, mely során az idős úr, Cartman bosszúságára, mindig elárulja az épp vele együtt sétálónak, hogy Cartman el akarja őt is árulni, és ellene szövetkezik.
Az őrök parancsnoka elmondja Randynek, hogy saját magára emlékezteti, akinek 1989-ben a fia veszett oda egy fekete pénteki akcióban, és neki ez lesz az utolsó szolgálata. A Sony főhadiszállásán tudomást szereznek a gyerekek háborújáról, és mivel Cartman szórólapja akad a kezükbe, úgy vélik, presztízsveszteséggel járna, ha mindenki Xbox-ot venne. Ezért aztán a South Park Plázában egy speciális kedvezménnyel állnak elő: négy kontrollert, egy Japán-térképet, 100 dollár engedményt és Metal Gear Solid 5 előrendelést adnak. Egyre több vevő kezd el sorbaállni az épület előtt, akiknek az őrök karkötőket akarnak adni a beazonosíthatóságuk érdekében, de azok letámadják Randyt. Az őrök kapitánya lép közbe, de őt az egyik vásárló leszúrja. Miközben haldoklik, elmondja Randynek, hogy bármire is készült eddig, most már ő az új vezér, ezután leveszi az arcáról a vágást és Randyére helyezi. Randy át is veszi a parancsnokságot, és közli minden őrrel, hogy menjenek be az épületbe, mert dolguk van. Ezalatt Stan beszédet intéz újonnan toborzott seregéhez, amiben benne vannak a vámpírok, a fogyatékosok és a gruftik, új vezérük pedig nem más, mint Lady McCormick.

## Készítése
A Blu-Ray kommentár tanúsága szerint a tizenhetedik évad kezdetétől fogva tudta Trey Parker és Matt Stone, hogy szeretnének, egy két- vagy háromrészes történetet csinálni, mert élvezetesnek találták, hogy azt egészen máshogy kell megírni, mint más epizódokat. Eredetileg az ezt megelőző "Vörheny tehén" című résznél tervezték ezt, ám azt meg kellett vágniuk, ezért úgy döntöttek, hogy a soron következő epizód mindenképpen egy folytatásos történet első része lesz. Eredetileg úgy tervezték, hogy a hátralévő 4 rész képez egy egységet, ebből lett végül három.
Már régóta terveztek egy "Trónok harca" tematikájú epizódot, mert a sorozatot mindketten nézték és rengeteg dolgot találtak benne, amit lehetett volna szatirikusan ábrázolni. Az első dolog, amit megírtak a történetből, azok Butters kifakadásai voltak, aki nem értette, miről is szól ez a sorozat. Ezután döntötték el, hogy a történet egy Black Friday akció körül fog zajlani, ami tökéletesen illett a Trónok harca világába.
Még mielőtt ezt kitalálták volna, az epizód tartalmát jelentős részben a készülő videojáték, a "South Park: Stick of Truth" kivágott tartalmai képezték. Ahogy azonban haladtak előre az epizód megírásával, úgy került ki egyre több és több elem ezekből, és a végére lényegében semmi nem maradt belőlük.

## Fordítás
Ez a szócikk részben vagy egészben  a   Black Friday (South Park) című angol Wikipédia-szócikk ezen változatának fordításán alapul.  Az eredeti cikk szerkesztőit annak laptörténete sorolja fel. Ez a jelzés csupán a megfogalmazás eredetét és a szerzői jogokat jelzi, nem szolgál a cikkben szereplő információk forrásmegjelöléseként.